# Psilopsyche chillana
Psilopsyche chillana is een schietmot uit de familie Philorheithridae. De soort komt voor in het Neotropisch gebied.